# Benjamin Massing
Benjamin Massing (20. června 1962, Edéa – 10. prosince 2017) byl kamerunský fotbalový obránce.

## Fotbalová kariéra
Za reprezentaci Kamerunu hrál v letech 1987–1992, nastoupil ve 21 utkáních a dal 1 gól. Byl členem kamerunské reprezentace na Mistrovství světa ve fotbale 1990, nastoupil ve 2 utkáních. Byl členem kamerunské reprezentace na Africkém poháru národů v letech 1988, 1990 a 1992. Na klubové úrovni hrál v Kamerunu za Olympic Mvolyé a Diamant Yaoundé a ve francouzské druhé lize za US Créteil-Lusitanos.